# Captain N: The Game Master
Captain N: The Game Master är en amerikansk-kanadensisk tecknad TV-serie producerad av DIC Entertainment som visades i USA. I USA, där den ursprungligen sändes under perioden 9 september 1989-26 oktober 1991, visades den om lördagsmornarna i NBC.

## Handling
Kevin Keene, en tonåring i Northridge, Los Angeles, Kalifornien i USA, sugs då han spelar TV-spel genom en TV-apparat in i Videoland, där TV-spel är verklighet. För att uppfylla en gammal profetia blir han hjälte, och kallas Captain N: The Game Master, och skall rädda Videoland från de onda styrkorna, som leds av Moderhjärnan, känd från Metroidspelen.
Kevin har som sällskap med sin hund Duke som följde med honom till Videoland, bland de andra karaktärer som Kevin hjälper på vägen medverkar prinsessa Lana, Simon Belmont, Mega Man, Kid Icarus och en Game Boy, i serietidningsversionen medverkar varken Mega Man eller Simon Belmont och istället finns Samus Aran med.
Han stöter även på andra berömda skurkar från TV-spel. Bland annat Eggplant Wizzard (Kid Icarus), King Hippo (Punch Out), Dr Wily (Mega Man) och Donkey Kong (i tidigare spel mer känd som skurken och Mario var hjälten).
Serien var mestadels fokuserad på humor och actionäventyr med inslag från de spel som flera av figurerna kom från.

## TV-spel som förekommer
- The Adventures of Bayou Billy
- Bo Jackson Baseball
- Burgertime
- California Games
- Castlevania
- Castlevania II: Simon's Quest
- Castlevania III: Dracula's Curse
- Donkey Kong
- Donkey Kong Jr.
- Dragon Warrior (Dragon Quest)
- Faxanadu
- Final Fantasy
- Kid Icarus
- Marble Madness
- Mega Man
- Mega Man 2
- Mega Man 3
- Metroid
- Punch Out
- Paperboy
- Puss 'n Boots: Pero's Great Adventure
- Robin Hood: Prince of Thieves
- Super Mario Bros.
- Tetris
- Wizards & Warriors
- The Legend of Zelda
- Zelda II: The Adventure of Link
- Rockin' Kats

## Avsnitt

### Säsong 1
- 1. Kevin in Videoland
- 2. How's Bayou
- 3. The Most Dangerous Game Master
- 4. Videolympics
- 5. Mega Trouble for Megaland
- 6. Wishful Thinking
- 7. Three Men and a Dragon
- 8. Mr. and Mrs. Mother Brain
- 9. Nightmare on Mother Brain's Street
- 10. Simon the Ape-Man
- 11. In Search of the King
- 12. Metroid Sweet Metroid
- 13. Happy Birthday, Megaman

### Säsong 2
- 14. Gameboy
- 15. Queen of the Apes
- 16. Quest For The Potion Of Power
- 17. The Trouble with Tetris
- 18. The Big Game
- 19. The Lost City of Kongoland
- 20. Once Upon a Time Machine
- 21. The Feud Of Faxanadu
- 22. Having a Ball
- 23. The Trojan Dragon
- 24. I Wish I Was A Wombatman
- 25. The Invasion Of The Paper Pedalers
- 26. Germ Wars
- 27. When Mother Brain Rules

### Säsong 3
- 28. Misadventures In Robin Hood Woods
- 29. Pursuit Of The Magic Hoop
- 30. Return To Castlevania
- 31. Totally Tetrisized
- 32. A Tale Of Two Dogs
- 33. Battle Of The Baseball Know-It-Alls
- 34. The Fractured Fantasy Of Captain N

## Röster

### Svenska
- Kevin - Mårten Toverud
- Prinsessa Lana - Louise Raeder
- Simon Belmont - Fredrik Dolk/Johan Hedenberg
- Mega Man - Hans Jonsson
- Kid Icarus - Staffan Hallerstam
- Motherbrain - Louise Raeder
- Hippo - Gunnar Ernblad, Fredrik Dolk/Johan Hedenberg
- Wizard - Hans Jonsson

## Internationella sändningar
Serien visades också i Kanada, Brasilien, Storbritannien, Republiken Irland, Österrike, Australien och Nya Zeeland. I Australien kallades serien Captain Nintendo.  I Tyskland gjorde serien debut i RTL den 23 februari 1991. I Sverige visades serien under första halvan av 1990-talet i Filmnets KTV.

## Hemvideoutgivningar
Större delen av serien släpptes till DVD i region 1 den 27 februari 2007.

## Serietidning
Det fanns också en serietidning, som dock bara innehöll karaktärer från spel producerade av Nintendo. Den publicerades i Sverige i Nintendo-Magasinet.

### Fotnoter
1. ↑  ”Captain N Game Master - Highscore på riktigtcomment_here”. Gaming Ground Sverige. 26 september 2011. http://thegamingground.com/2011/september/captain-n-game-master-highscore-pa-riktigt.html. Läst 2 mars 2018.[död länk]
2. ↑  ”Captain N: The Game Master” (på tyska). Fernsehserien. https://www.fernsehserien.de/captain-n-the-game-master. Läst 2 mars 2018.
3. ↑  ”Captain N: The Game Master - The Complete Series” (på engelska). TV Shows on DVD. 27 februari 2007. Arkiverad från originalet den 11 maj 2010. https://web.archive.org/web/20100511162253/http://www.tvshowsondvd.com/releases/Captain-N-Game-Master-Complete-Series/6309. Läst 2 mars 2018.